# Rufí d'Assís
|  | Per a altres significats, vegeu «Rufí». |

Rufí d'Assís (Assís, Úmbria, final del segle II - Costano, 238) va ser l'evangelitzador i primer bisbe d'Assís. És venerat com a sant per diverses confessions cristianes.

## Biografia
Rufí va ser el primer bisbe d'Assís i el responsable de l'evangelització de la zona, on va arribar en començar el segle iii. No se'n coneixen gaire dades de la seva vida; segons una passio del segle ix, era originari d'Amasia del Pont, a l'Àsia Menor. Va viatjar a Itàlia i va arribar amb el seu fill Cesidi a la regió de les Marques i Úmbria. Va evangelitzar la regió i va ésser detingut pel procònsol Aspasi, que el va condemnar a mort. Va morir màrtir l'any 238 al riu Chiascio, prop de Costano, on el van llençar amb una pedra al coll. Al Martirologi romà també consta com a episcopus Marsorum ("bisbe de les Marques").

## Veneració
El van enterrar a Costano, i l'església li va ser dedicada l'any 1038; segons la llegenda, la pedra que forma l'altar del santuari del S. Crocifisso era la que havia servit per al martiri del sant. Les seves relíquies es van traslladar a Assís al segle viii, i guardades en un sarcòfag romà, avui a l'altar major de la catedral d'Assís, que va ésser dedicada al sant.
Des del segle xi, la festivitat és l'11 d'agost, però sovint, per una errada de còpia, consta també al Martirologi romà el 30 de juliol.